# Tyristor

Tyristorns fysiska uppbyggnad, elektriska koppling och schemasymboler.

Tyristorn är en elektronisk komponent uppbyggd av halvledarmaterial som introducerades under 1950-talet. Namnet är en kombination av namnet på en föregångare, ThYRatron, och transISTOR, som i sin tur är en kombination av trans(fer) och resistor. Den har fyra halvledarskikt, benämnda PNPN.
Symbolen för tyristorn är liknande som för en diod, men med en extra ingång på sidan som kallas styre eller styrelektrod. Tyristorn är icke ledande i någon riktning tills styret matas med positiv ström, varvid den börjar leda som en diod vilket kallas att den tänds. Tyristorn fortsätter därefter att vara ledande så länge huvudströmmen inte hamnar nära noll, och det oberoende av om styrströmmen bryts eller till och med blir negativ. För en växelström innebär det alltså att den tänds när styrspänningen kopplas in, och släcks strax innan nollgenomgången för varje period.
Genom att låta tyristorn föregås av en styrkrets som reglerar när i perioden styrspänningen kopplas in, kan effekten regleras i växelströmskretsar genom att kapa delar av sinuskurvan.

## Egenskaper
Tyristorns bästa egenskap är att den kan konstrueras så att den klarar mycket högre spänningar och strömmar än vad en transistor gör. De största tyristorerna klarar spänningar på flera kV och strömmar på flera kA. Den kan också göras mycket robust och tåla hög spännings- och strömderivator. Dessa egenskaper har gjort tyristorn till den dominerande kraftkomponenten i kraftelektronik.
Eftersom krafttyristorer ofta leder stora strömmar behövs det stora ledarareor och effektiv kylning. Därför ser en stor tyristor ut som en puck, där kanten är av räfflat porslin och de platta över- och undersidorna, anod- och katodanslutningarna, är planslipade metallskivor.
Tyristorer kan orsaka elektriska störningar, så kallade övertoner då fasvinkelstyrning används. Filter är det vanligaste sättet att försöka minska störningar men ger tveksam effekt, speciellt när flera tyristorer används.

### GTO-tyristor

GTO-Tyristorns schemasymbol.

En nackdel med den "klassiska" tyristorn är att den inte slutar att leda ström förrän spänningen över den byter polaritet. Därför utvecklades en annan typ av tyristor, GTO-tyristorn, där GTO är en akronym för ”Gate Turn Off”. GTO-tyristorerna har till stor del ersatts av IGBT-transistorer i många applikationer då dessa har många fördelar jämfört med GTO-tyristorn.

## Bilder

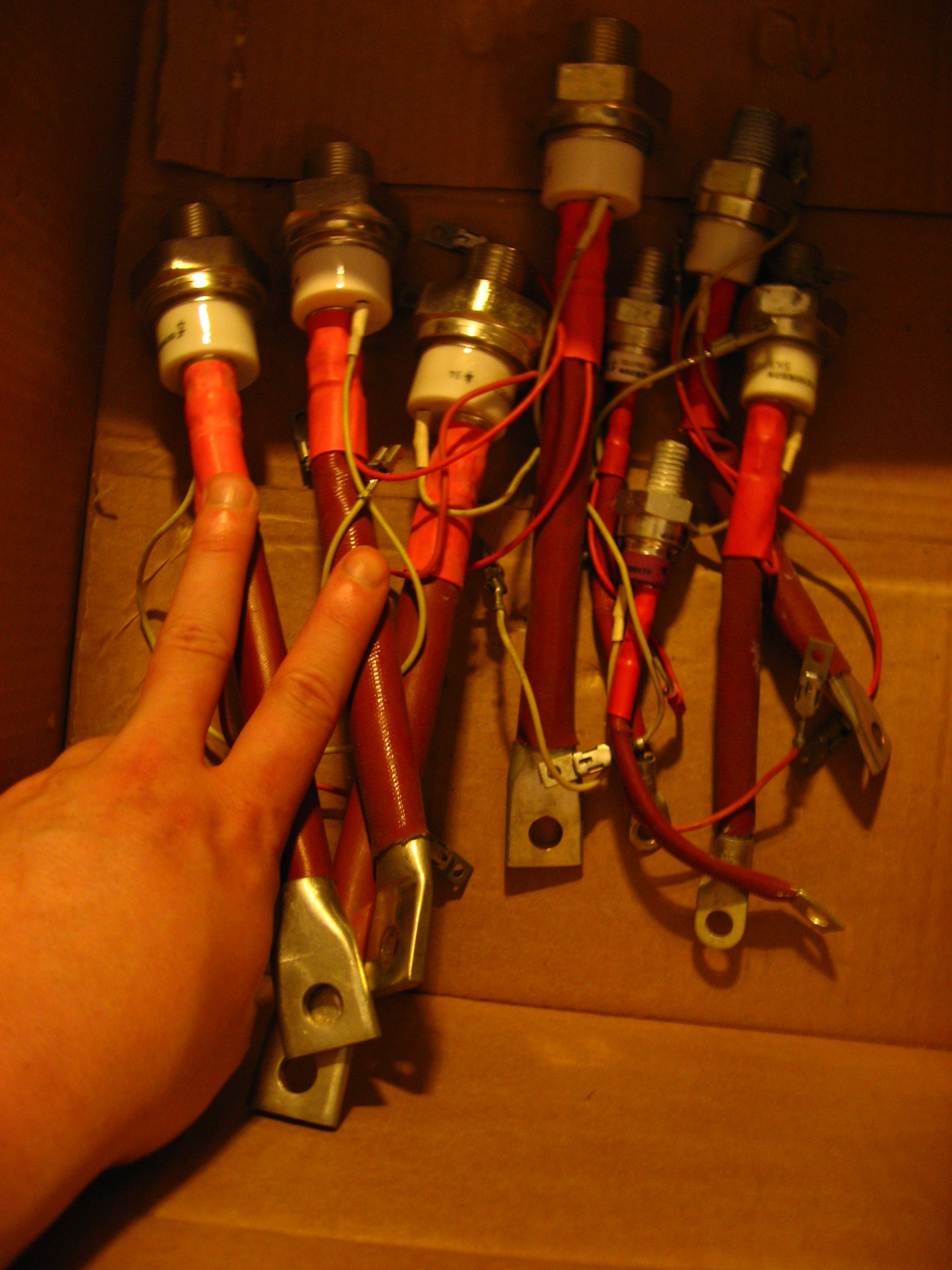
Tyristorer för starkström.
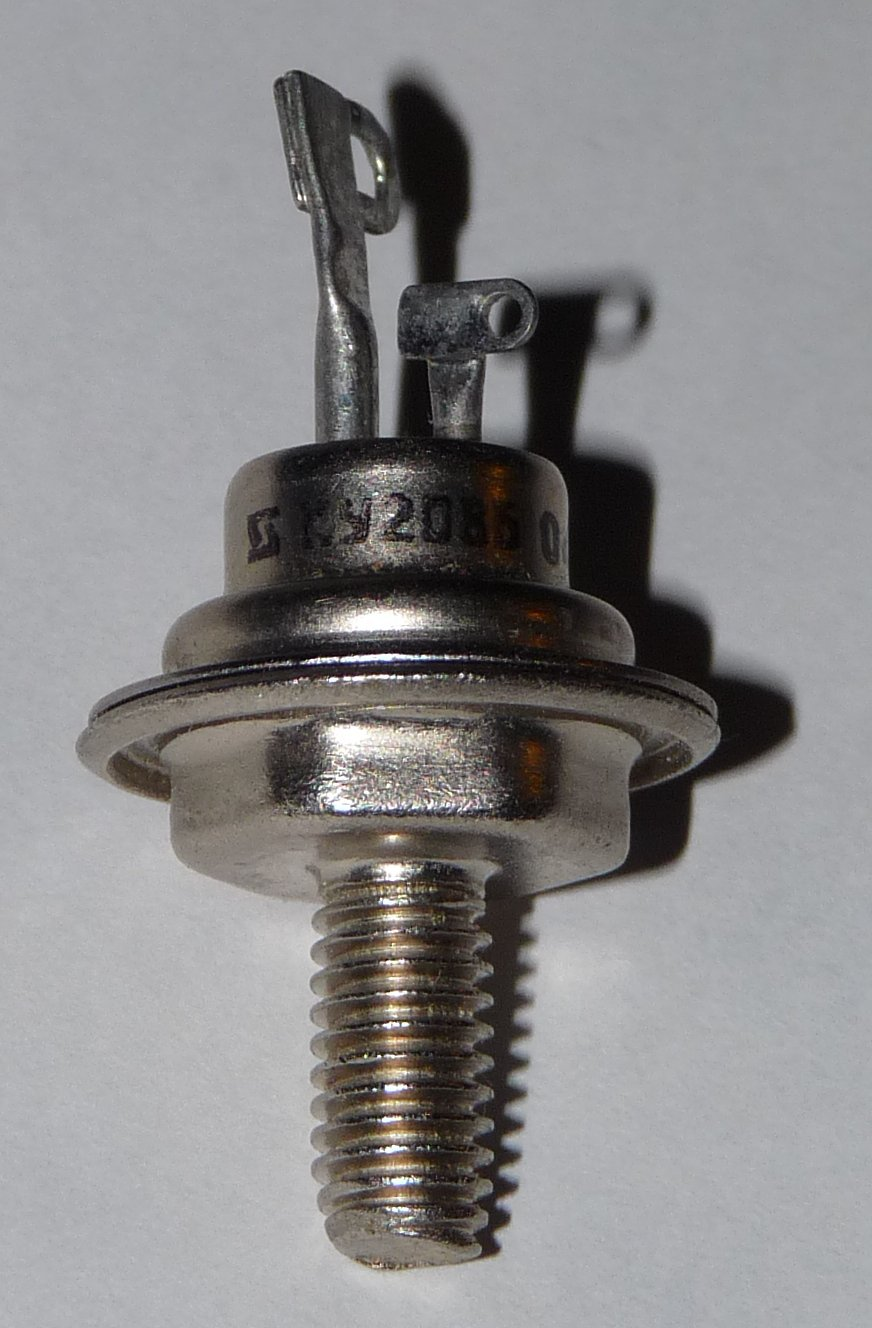
En rysktillverkad tyristor (KU208B)
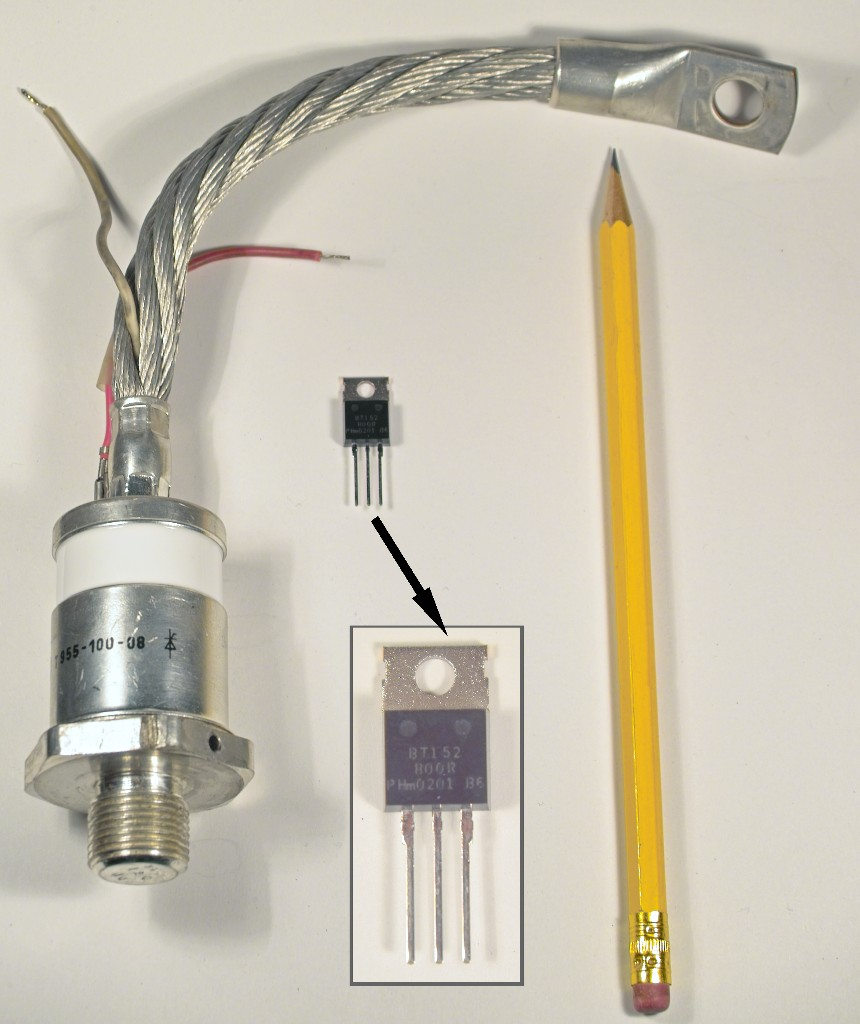
Jämförelse mellan en starkströmstyristor och en signaltyristor.
Huvudkretsen till höger matar lampan. När den vänstra styrströmskretsen sluts, släpper tyristorn fram strömmen tills huvudkretsen bryts.